# Losseni Konaté
Losseni Konaté (29 dicembre 1972) è un ex calciatore ivoriano, di ruolo portiere.

## Palmarès

### Club

#### Competizioni nazionali
- Campionato ivoriano: 11

ASEC Mimosas: 1990, 1991, 1992, 1993, 1994, 1995, 1997, 1998, 2000, 2001, 2002, 2003
- Coppa della Costa d'Avorio: 5

ASEC Mimosas: 1990, 1995, 1997, 1999, 2003

#### Competizioni internazionali
- CAF Champions League: 1

ASEC Mimosas: 1998
- Supercoppa CAF: 1

ASEC Mimosas: 1999

### Nazionale
- Coppa d'Africa: 1

1992